# آلودگی طیف رادیویی

نماد خطر امواج رادیویی

آلودگی طیف رادیویی (به انگلیسی: Radio spectrum pollution) عبارت است از سرگردانی امواج در طیف‌های رادیویی و الکترومغناطیسی خارج از محدوهٔ تخصیص داده شده به آنها که برای برخی از فعالیت‌ها مشکل ایجاد می‌کند. این مورد توجه ویژه ای برای اخترشناسان رادیویی است.
آلودگی طیف رادیویی با مدیریت مؤثر طیف کاهش می‌یابد. در ایالات متحده، مصوبه مخابرات سال ۱۹۳۴ اختیارات مدیریت طیف را برای همه استفاده‌های فدرال به رئیس‌جمهور اعطا می‌کند (47 USC 305). اداره ملی مخابرات و اطلاعات (NTIA) این طیف را برای دولت فدرال مدیریت می‌کند. قوانین آن در «راهنمای مقررات و رویه‌های NTIA برای مدیریت فرکانس رادیویی فدرال» آمده‌است. کمیسیون ارتباطات فدرال (FCC) تمام استفاده از طیف داخلی غیرفدرال را مدیریت و تنظیم می‌کند (47 USC 301). هر کشوری معمولاً سازمان تنظیم مقررات طیف خاص خود را دارد. در سطح بین‌المللی، اتحادیه بین‌المللی مخابرات (ITU) سیاست‌های طیف را هماهنگ می‌کند.